# Franziskusbrunnen (München)

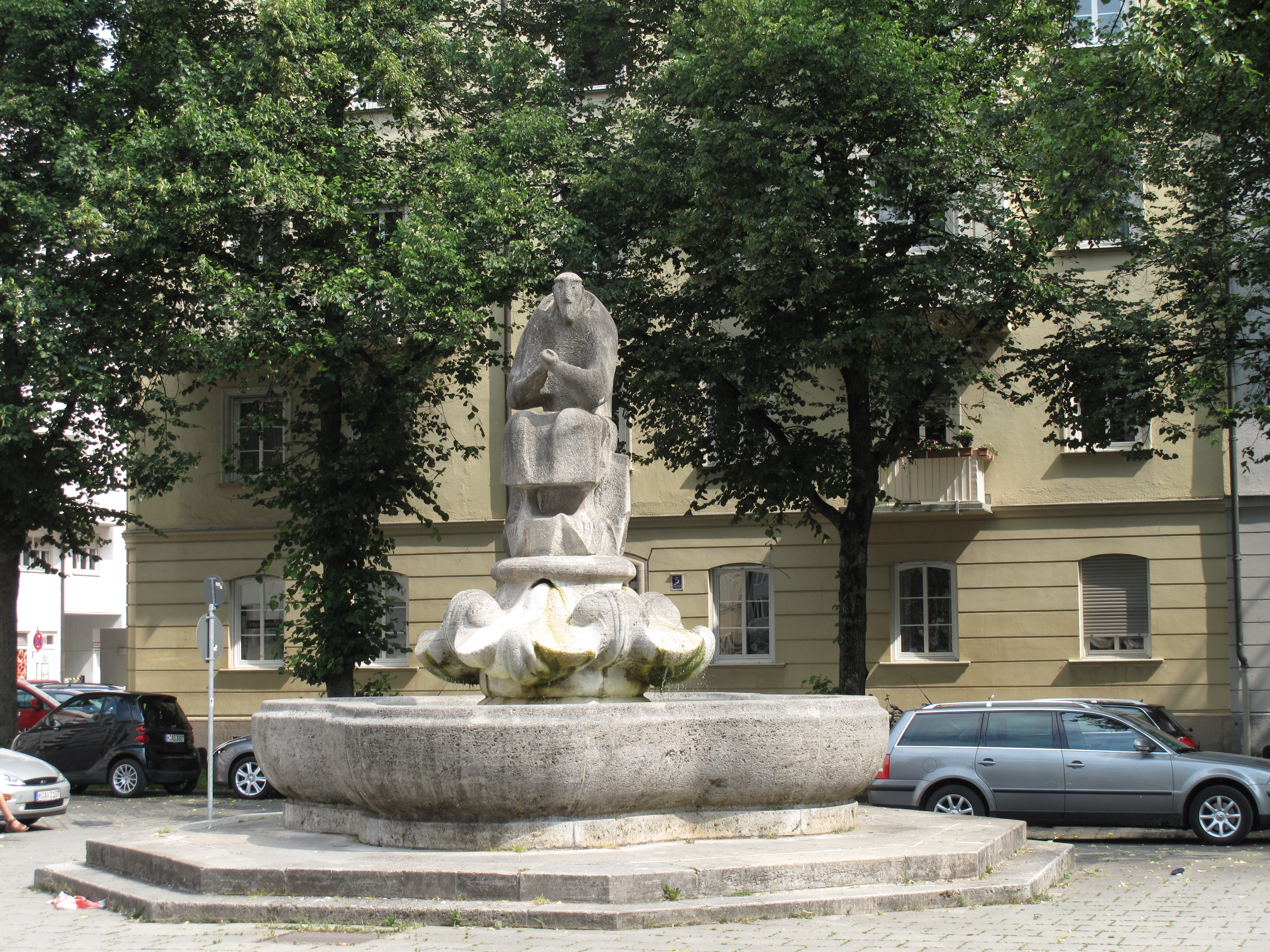
Franziskusbrunnen (2010)

Der Franziskusbrunnen (vormals: Jonasbrunnen) ist eine Brunnenanlage im nördlichen Zentrum von München. Sie befindet sich im Stadtbezirk Maxvorstadt im nordwestlichen Bereich des Josephsplatzes.

## Geschichte

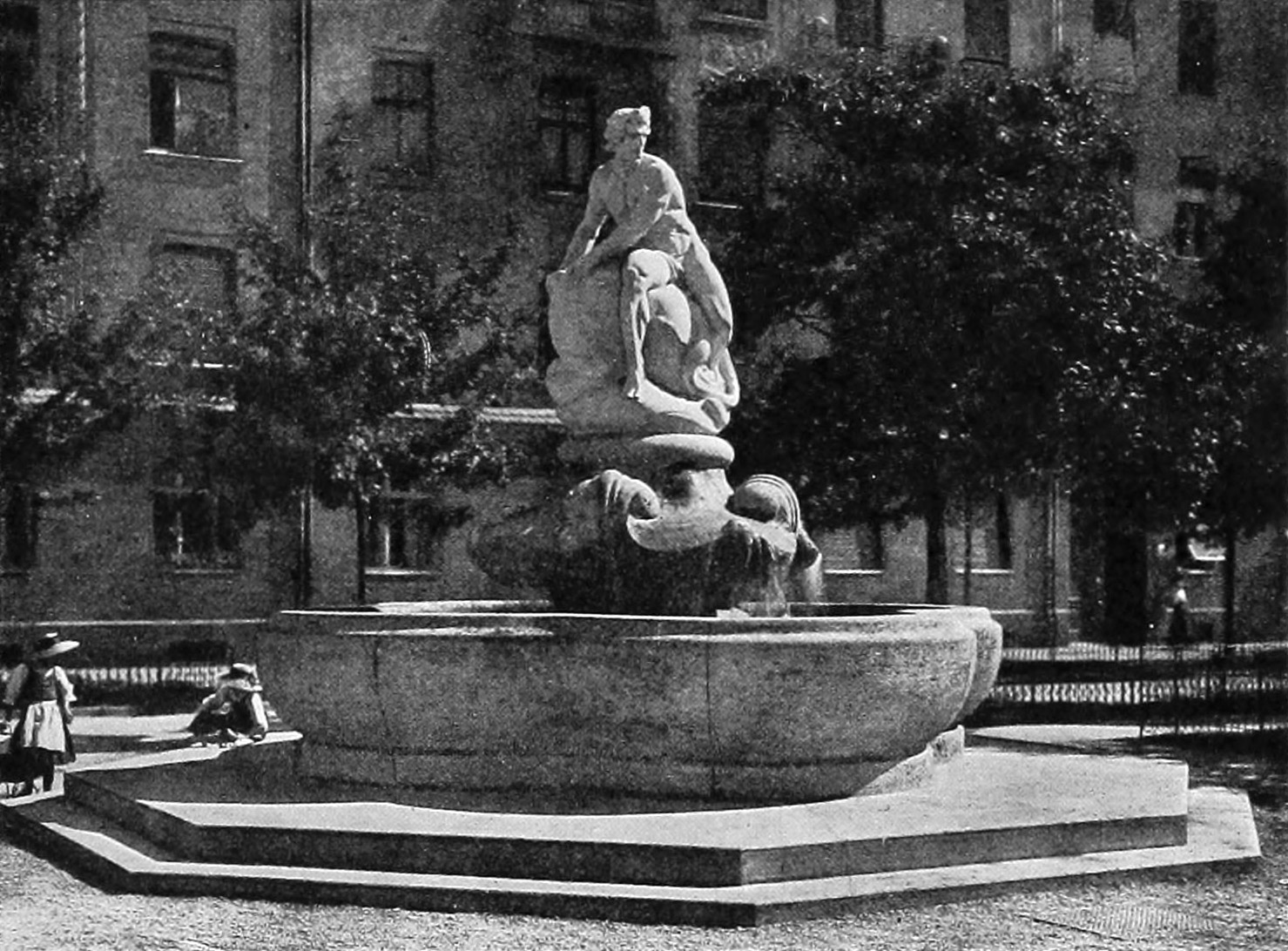
Jonasbrunnen (spät. 1912)

Der ursprüngliche Jonasbrunnen wurde 1911 von Hubert Netzer im Stil des Neubarock aus Muschelkalk geschaffen. Nach Zerstörung im Zweiten Weltkrieg wurde der Brunnen 1961 neu gestaltet. Von der ursprünglichen Anlage ist nur das Becken erhalten. Für dessen Mitte schuf der Bildhauer Josef Erber eine Franziskusfigur.

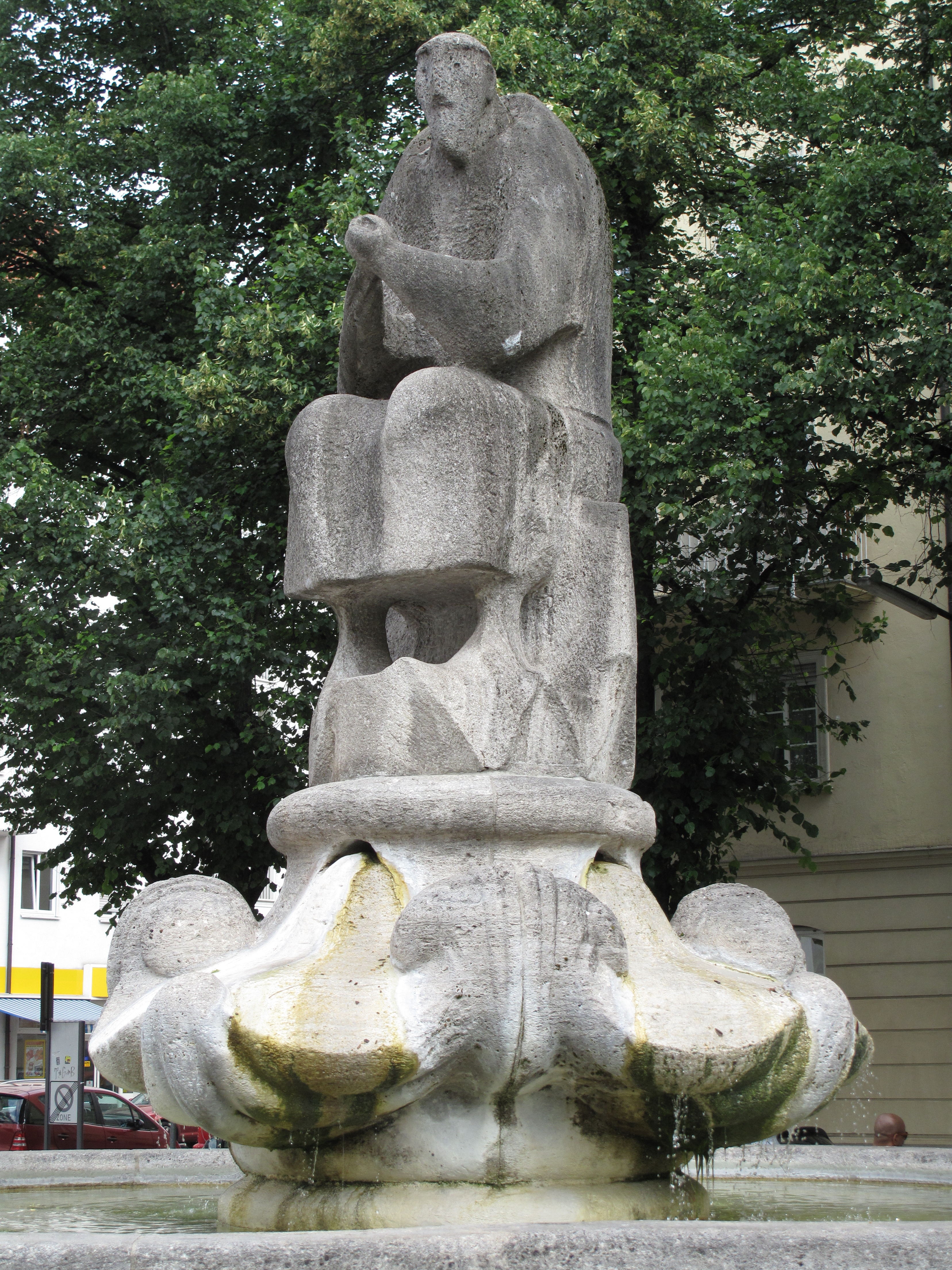
Nahaufnahme von Erbers Figur